# Grézac
Grézac (prononcé [ɡʁe.zak]) est une commune du Sud-Ouest de la France, située dans le département de la Charente-Maritime (région Nouvelle-Aquitaine).
Ses habitants sont appelés les Grézacais et les Grézacaises.

## Géographie
Grézac est une commune rurale située au sud-ouest du département de la Charente-Maritime, dans la frange continentale de la côte de Beauté. Localisée au cœur des grandes champagnes agricoles saintongeaises, elle n'est distante que de quelques kilomètres de Cozes.
Appartenant au Midi atlantique, elle peut être rattachée à deux grands ensembles géographiques, le Grand Ouest français et le Grand Sud-Ouest français. Administrativement parlant, elle dépend du canton de Saintonge Estuaire et de l'arrondissement de Saintes. Elle subit fortement l'influence de la ville voisine de Cozes, dont elle est située dans le bassin de vie, et par extension celle de Royan, locomotive économique de cette partie du département.
La commune est une des étapes d'un sentier de grande randonnée balisé, le GR 360.

### Communes limitrophes
| Corme-Écluse | Meursac |                      |
| Semussac     | Grézac  | Thaims               |
|              | Cozes   | Saint-André-de-Lidon |

## Urbanisme

### Typologie
Au 1er janvier 2024, Grézac est catégorisée commune rurale à habitat dispersé, selon la nouvelle grille communale de densité à 7 niveaux définie par l'Insee en 2022.
Elle est située hors unité urbaine. Par ailleurs la commune fait partie de l'aire d'attraction de Royan, dont elle est une commune de la couronne,. Cette aire, qui regroupe 26 communes, est catégorisée dans les aires de 50 000 à moins de 200 000 habitants,.

### Occupation des sols
L'occupation des sols de la commune, telle qu'elle ressort de la base de données européenne d’occupation biophysique des sols Corine Land Cover (CLC), est marquée par l'importance des territoires agricoles (87,6 % en 2018), en diminution par rapport à 1990 (90,9 %). La répartition détaillée en 2018 est la suivante : 
terres arables (63,7 %), zones agricoles hétérogènes (17,6 %), forêts (9,3 %), cultures permanentes (6,4 %), zones urbanisées (1,8 %), mines, décharges et chantiers (1,3 %). L'évolution de l’occupation des sols de la commune et de ses infrastructures peut être observée sur les différentes représentations cartographiques du territoire : la carte de Cassini (XVIIIe siècle), la carte d'état-major (1820-1866) et les cartes ou photos aériennes de l'IGN pour la période actuelle (1950 à aujourd'hui).

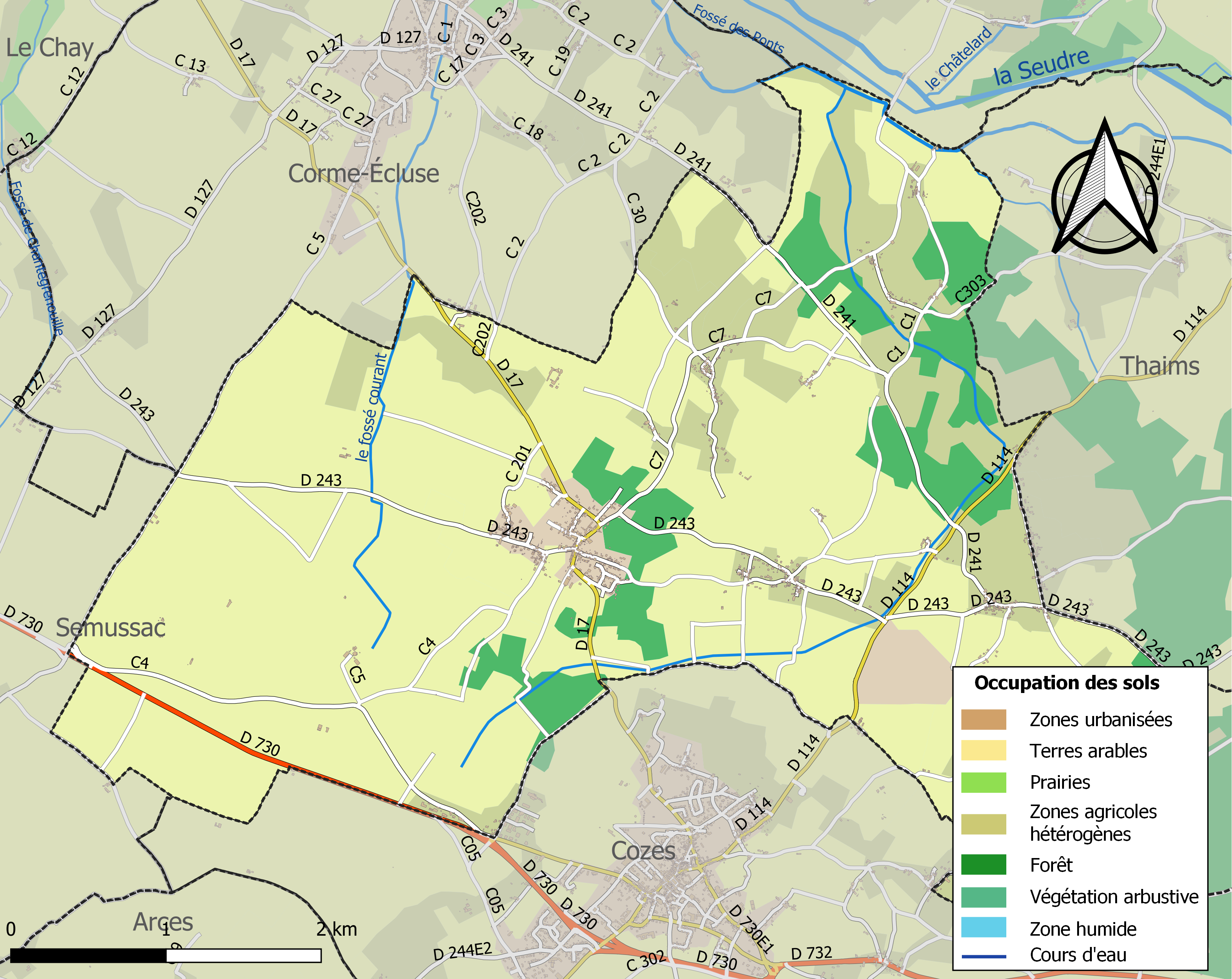
Carte des infrastructures et de l'occupation des sols de la commune en 2018 (CLC).

### Risques majeurs
Le territoire de la commune de Grézac est vulnérable à différents aléas naturels : météorologiques (tempête, orage, neige, grand froid, canicule ou sécheresse), inondations, mouvements de terrains et séisme (sismicité faible). Il est également exposé à un risque technologique, le transport de matières dangereuses. Un site publié par le BRGM permet d'évaluer simplement et rapidement les risques d'un bien localisé soit par son adresse soit par le numéro de sa parcelle.

#### Risques naturels
Certaines parties du territoire communal sont susceptibles d’être affectées par le risque d’inondation par débordement de cours d'eau. La commune a été reconnue en état de catastrophe naturelle au titre des dommages causés par les inondations et coulées de boue survenues en 1982, 1999 et 2010,.

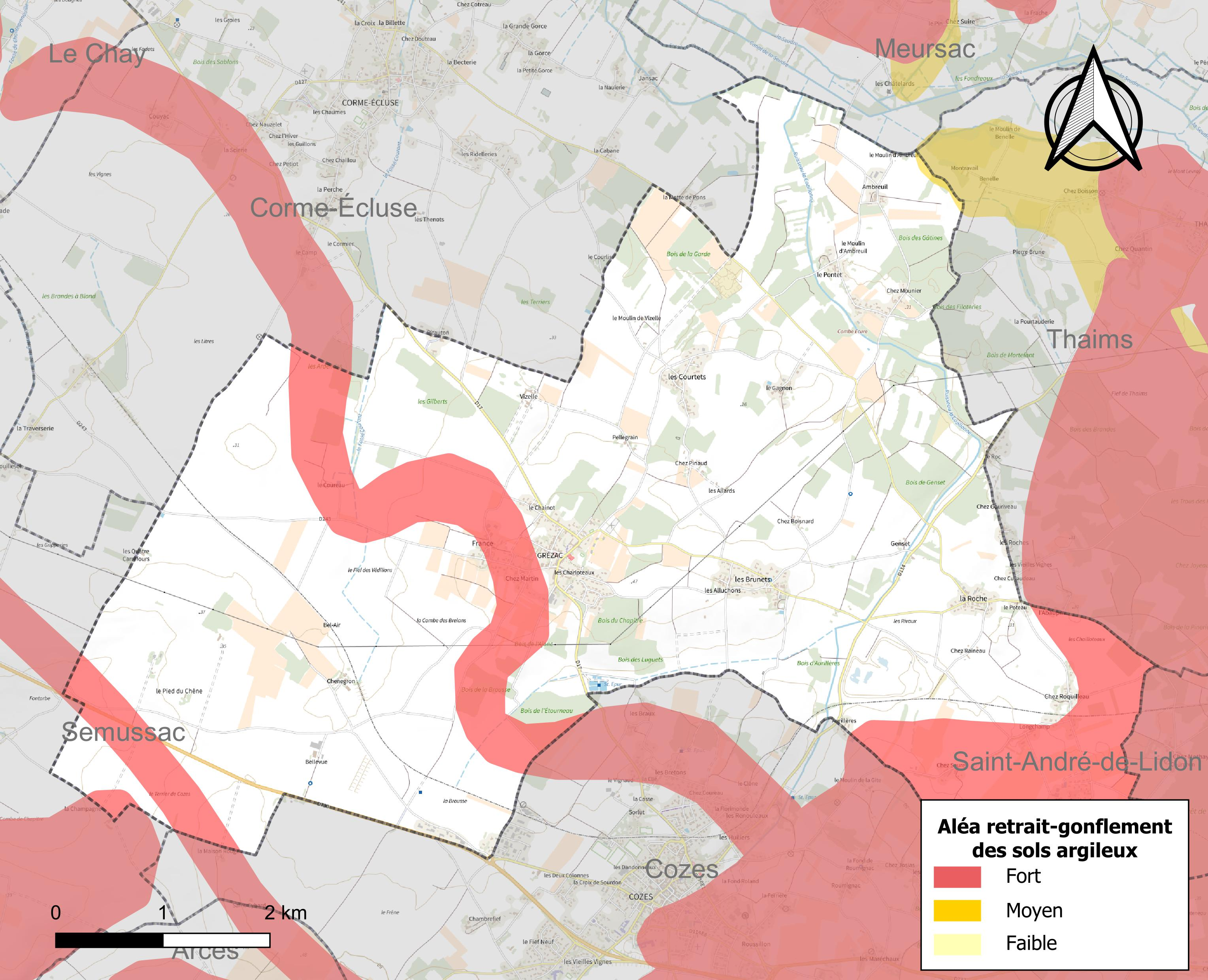
Carte des zones d'aléa retrait-gonflement des sols argileux de Grézac.

Les mouvements de terrains susceptibles de se produire sur la commune sont des tassements différentiels.
Le retrait-gonflement des sols argileux est susceptible d'engendrer des dommages importants aux bâtiments en cas d’alternance de périodes de sécheresse et de pluie. 19,1 % de la superficie communale est en aléa moyen ou fort (54,2 % au niveau départemental et 48,5 % au niveau national). Sur les 487 bâtiments dénombrés sur la commune en 2019, 92 sont en aléa moyen ou fort, soit 19 %, à comparer aux 57 % au niveau départemental et 54 % au niveau national. Une cartographie de l'exposition du territoire national au retrait gonflement des sols argileux est disponible sur le site du BRGM,.
Par ailleurs, afin de mieux appréhender le risque d’affaissement de terrain, l'inventaire national des cavités souterraines permet de localiser celles situées sur la commune.
Concernant les mouvements de terrains, la commune a été reconnue en état de catastrophe naturelle au titre des dommages causés par la sécheresse en 1989 et 2005 et par des mouvements de terrain en 1999 et 2010.

#### Risques technologiques
Le risque de transport de matières dangereuses sur la commune est lié à sa traversée par une ou des infrastructures routières ou ferroviaires importantes ou la présence d'une canalisation de transport d'hydrocarbures. Un accident se produisant sur de telles infrastructures est susceptible d’avoir des effets graves sur les biens, les personnes ou l'environnement, selon la nature du matériau transporté. Des dispositions d’urbanisme peuvent être préconisées en conséquence.

## Toponymie
Le toponyme est issu du nom de propriétaire gallo-romain Gratius, suivi du suffixe -acum.

## Histoire

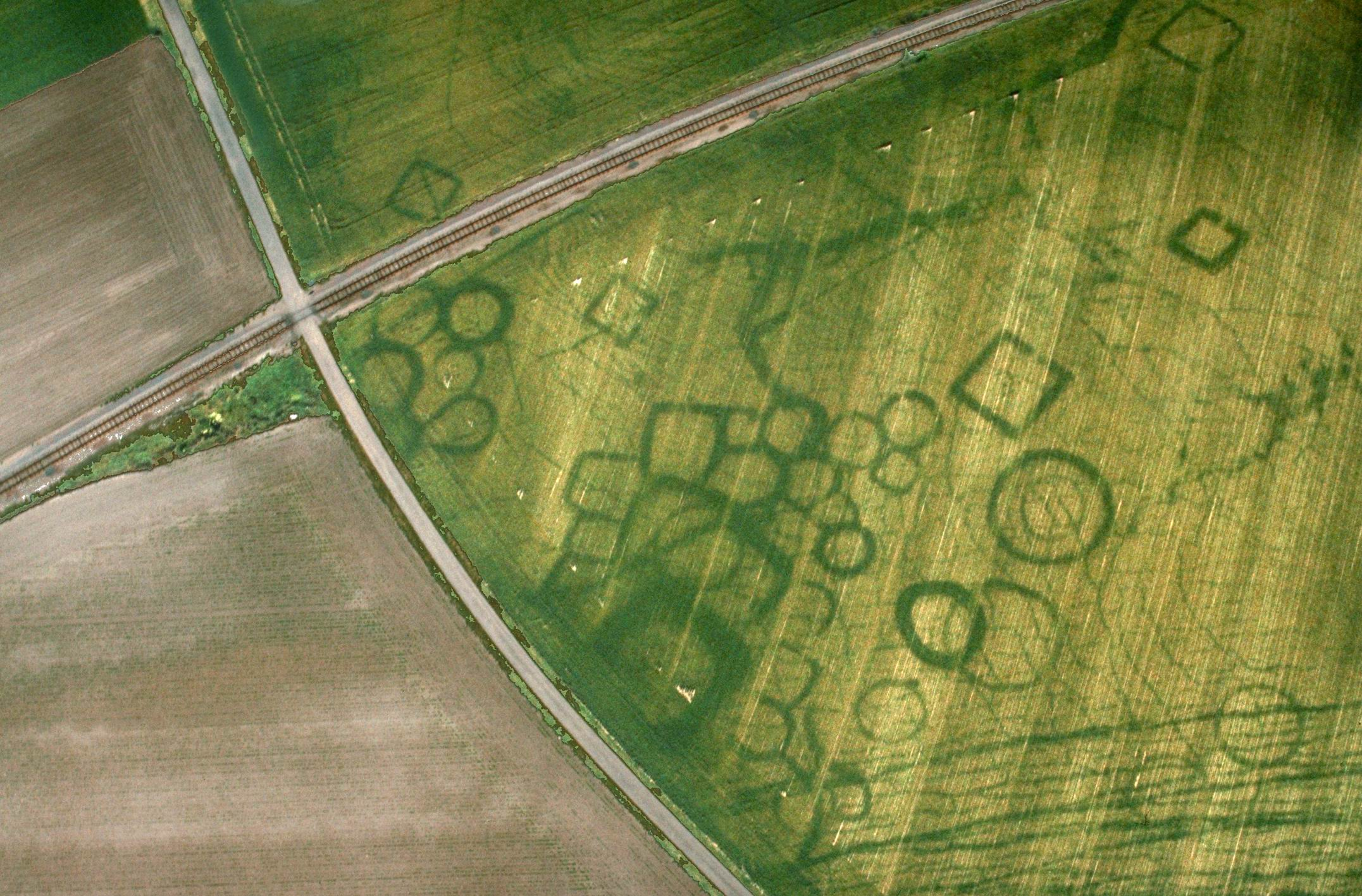
Le site protohistorique de Grézac.

Une grande nécropole gauloise comportant diverses structures funéraires a été découverte à Grézac. L'archéologie aérienne a permis de mettre en évidence des structures circulaires ou carrées, de toutes tailles. Ces monuments funéraires abritaient des sépultures à incinération.

## Administration

### Liste des maires
| Période                                  | Période  | Identité          | Étiquette | Qualité  |
| ---------------------------------------- | -------- | ----------------- | --------- | -------- |
| 1945                                     | 1971     | André Guillon     |           |          |
| 2001                                     | 2008     | René de Belenet   |           |          |
| 2008                                     | En cours | Bernard Pourpoint | DVD       | Retraité |
| Les données manquantes sont à compléter. |          |                   |           |          |

### Région
À la suite de la réforme administrative de 2014 ramenant le nombre de régions de France métropolitaine de 22 à 13, la commune appartient depuis le 1er janvier 2016 à la région Nouvelle-Aquitaine, dont la capitale est Bordeaux. De 1972 au 31 décembre 2015, elle a appartenu à la région Poitou-Charentes, dont le chef-lieu était Poitiers.

## Population et société

### Démographie
L'évolution du nombre d'habitants est connue à travers les recensements de la population effectués dans la commune depuis 1793. Pour les communes de moins de 10 000 habitants, une enquête de recensement portant sur toute la population est réalisée tous les cinq ans, les populations de référence des années intermédiaires étant quant à elles estimées par interpolation ou extrapolation. Pour la commune, le premier recensement exhaustif entrant dans le cadre du nouveau dispositif a été réalisé en 2005.

En 2022, la commune comptait 951 habitants, en évolution de +3,82 % par rapport à 2016 (Charente-Maritime : +4,04 %, France hors Mayotte : +2,11 %).
| 1793  | 1800 | 1806 | 1821  | 1831  | 1836 | 1841 | 1846 | 1851 |
| ----- | ---- | ---- | ----- | ----- | ---- | ---- | ---- | ---- |
| 1 043 | 987  | 983  | 1 003 | 1 052 | 915  | 950  | 982  | 959  |

| 1856 | 1861 | 1866 | 1872 | 1876 | 1881 | 1886 | 1891 | 1896 |
| ---- | ---- | ---- | ---- | ---- | ---- | ---- | ---- | ---- |
| 943  | 948  | 950  | 918  | 898  | 848  | 814  | 791  | 783  |

| 1901 | 1906 | 1911 | 1921 | 1926 | 1931 | 1936 | 1946 | 1954 |
| ---- | ---- | ---- | ---- | ---- | ---- | ---- | ---- | ---- |
| 752  | 684  | 635  | 665  | 610  | 619  | 572  | 582  | 622  |

| 1962 | 1968 | 1975 | 1982 | 1990 | 1999 | 2005 | 2006 | 2010 |
| ---- | ---- | ---- | ---- | ---- | ---- | ---- | ---- | ---- |
| 666  | 607  | 644  | 614  | 616  | 592  | 684  | 675  | 823  |

| 2015 | 2020 | 2022 | - | - | - | - | - | - |
| ---- | ---- | ---- | - | - | - | - | - | - |
| 914  | 943  | 951  | - | - | - | - | - | - |

## Lieux et monuments

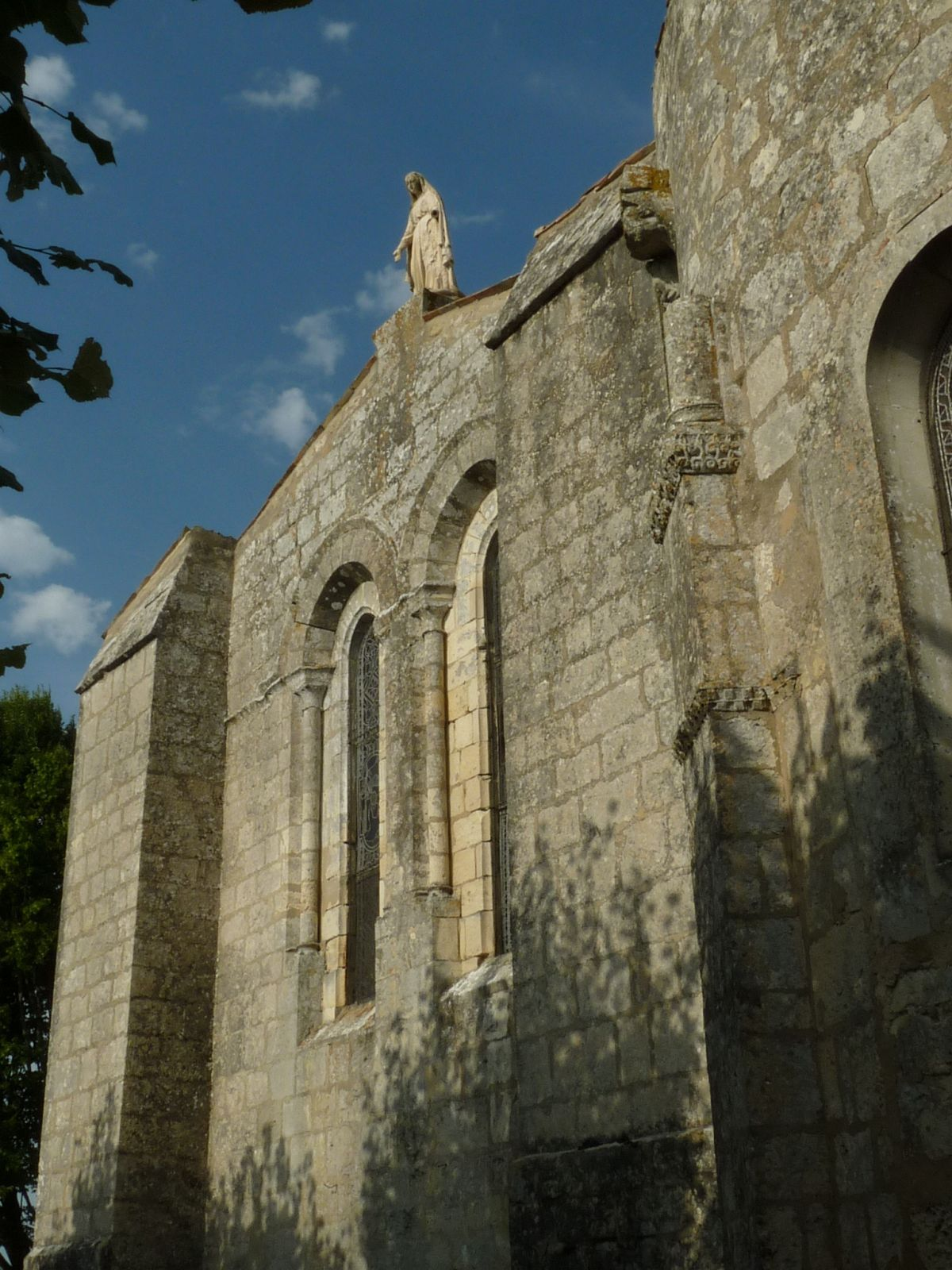
Église Saint-Symphorien.
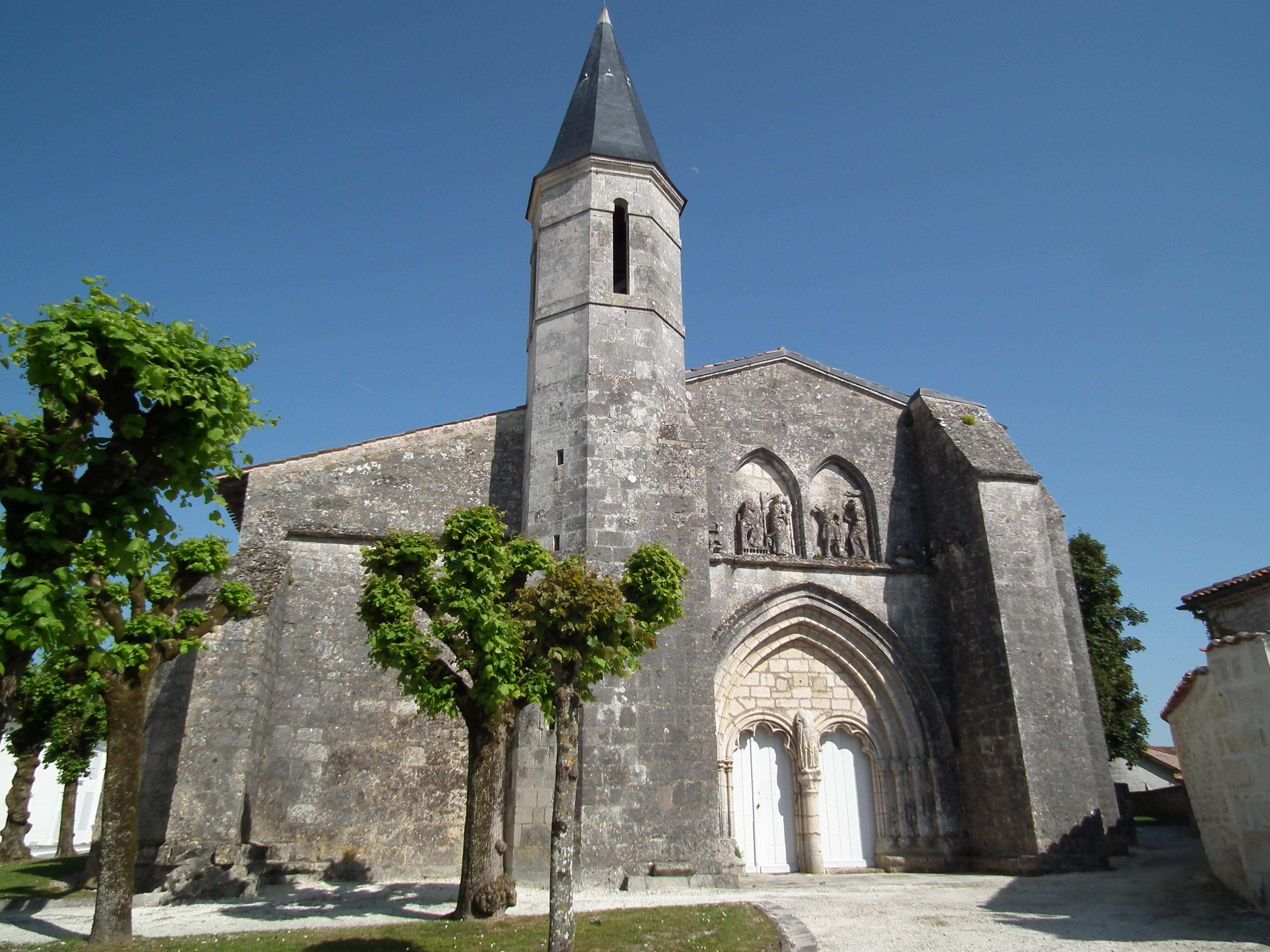
Façade de l'église.
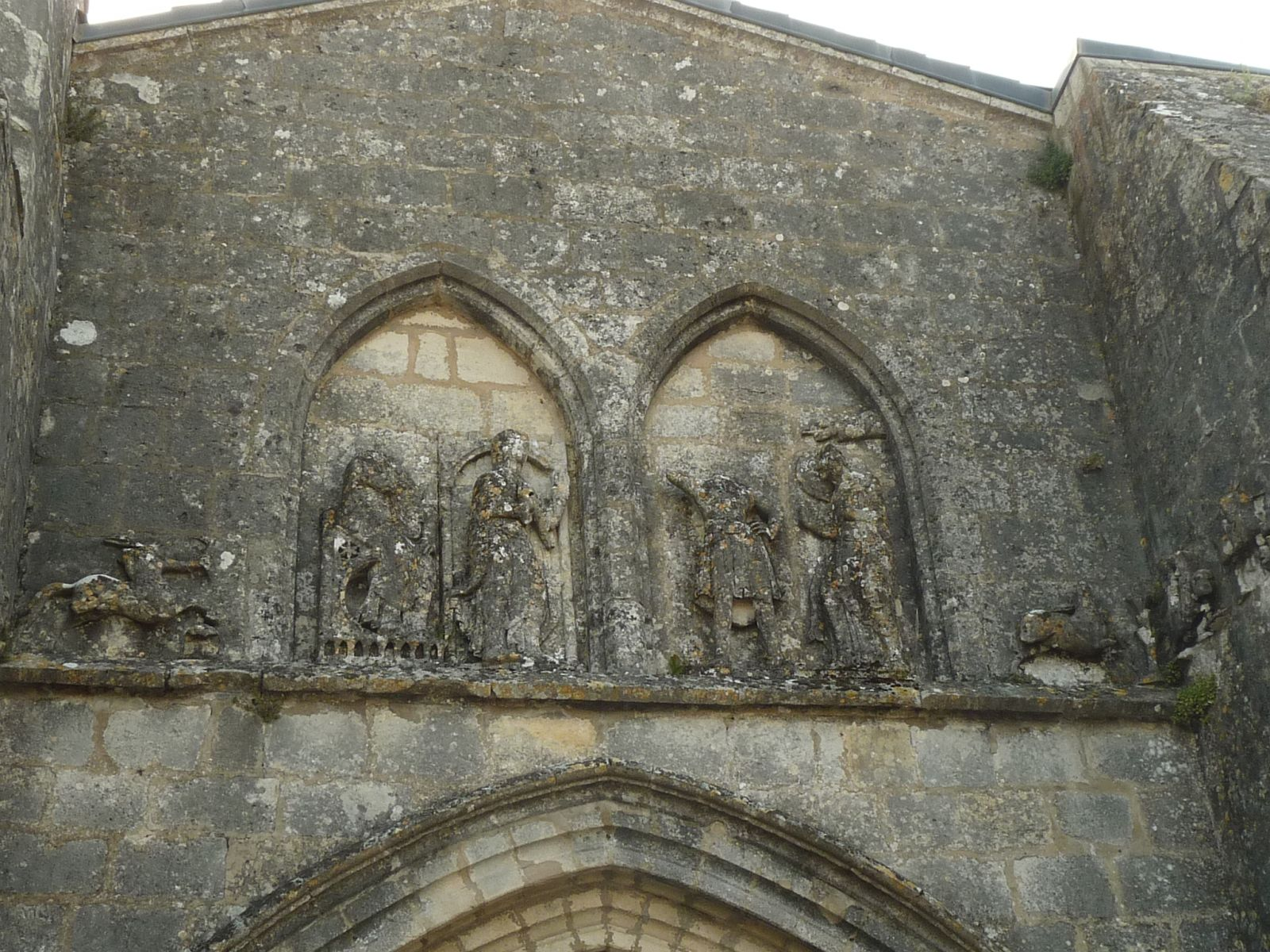
Tympan de l'église.
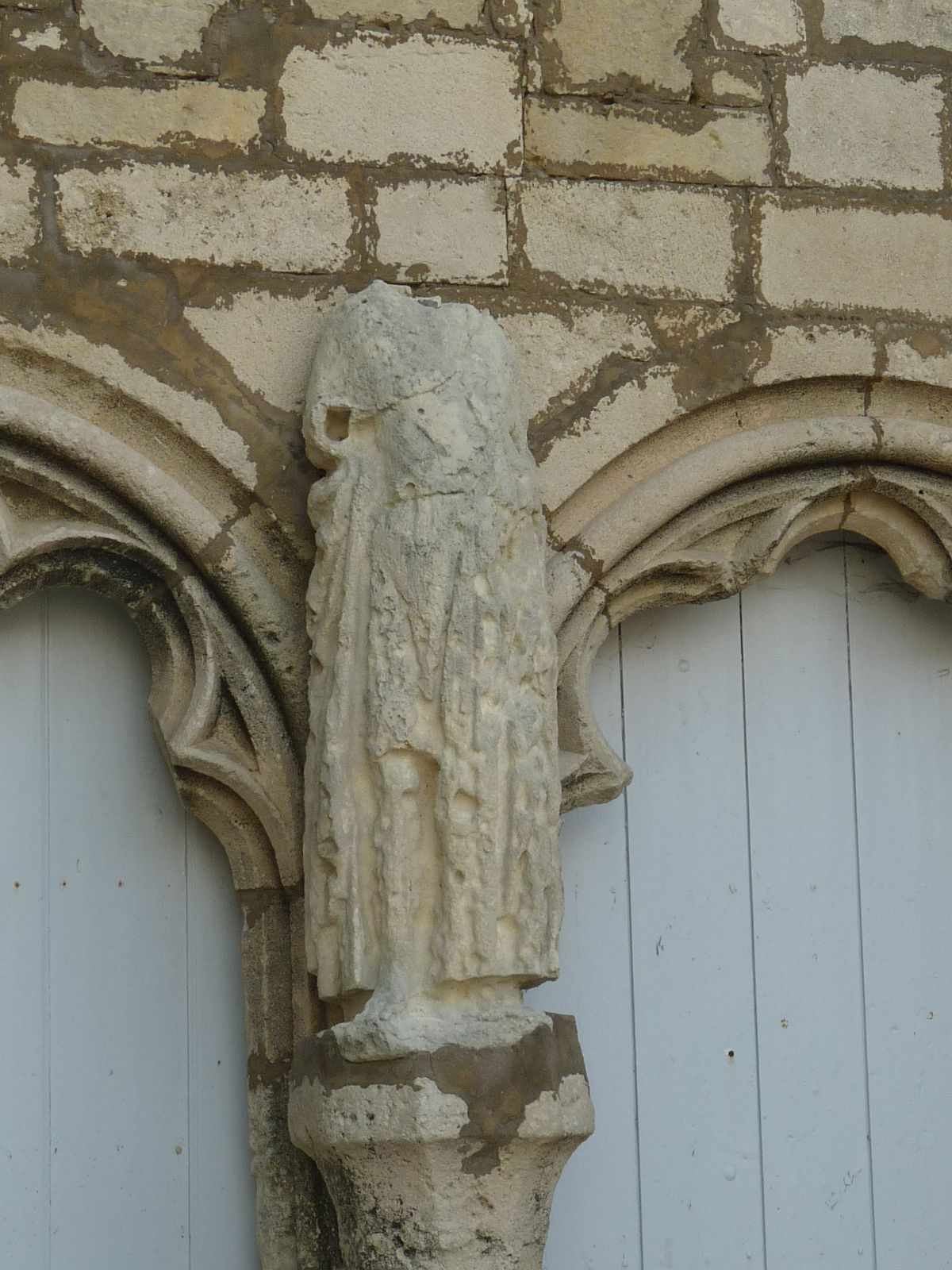
Détail de la statuaire du portail.

- Église Saint-Symphorien.
- Façade de l'église.
- Tympan de l'église.
- Détail de la statuaire du portail.

## Toponymie
Le nom de la commune vient vraisemblablement de Gratiacum, formé du patronyme latin Gratius et du suffixe -acum (Dictionnaire étymologique des noms de lieux en France de A. Dauzat et Ch. Rostaing ; 1984, Librairie Guénégaud).
On trouve dans la commune les villages et lieux-dits suivants (selon la carte IGN au 1/25000 1432 est) : Bois de la Brousse, Bois de l'Ajonc, Bois de l'Etourneau, Bois des Luguets, Bois du Chapitre, Chez Martin, France, la Combe des Brelans, le Chainol, les Alluchons, les Charloteaux, Pellegrain.

## Personnalités liées à la commune
- Jules Dufaure (1798-1881), homme politique français important du XIXe siècle, a toute sa vie fréquenté la communauté de Grézac, à travers le domaine de Vizelle, propriété où il résidait souvent, qu'il a héritée de sa famille et qui produisait du cognac.
- André Gaillot (1907-1993), coureur cycliste professionnel (vainqueur de Bordeaux-Saintes 1933, année de sa participation au Tour de France), né à Grézac le 4 février 1907. Nota, son fils Gérard Gaillot né à Arcachon fut également coureur cycliste professionnel et gagna également Bordeaux-Saintes (fait unique) en 1956...